# Juri Iwanowitsch Moissejew

Grabskulptur Moissejews auf dem Friedhof Trojekurowo in Moskau

Juri Iwanowitsch Moissejew (russisch Юрий Иванович Моисеев; * 15. Juli 1940 in Pensa; † 24. September 2005 in Moskau) war ein russischer Eishockeyspieler (Stürmer/Center) und -trainer.

## Karriere
Während seiner Karriere spielte er für HK ZSKA Moskau. Insgesamt erzielte er 193 Tore in 400 Spielen in der sowjetischen Liga. Schon früh wurde er in das Team der sowjetischen Eishockeynationalmannschaft berufen. Am 26. Februar 1965 stand er in einem Spiel gegen Kanada zum ersten Mal für die Sbornaja auf dem Eis. Seine internationale Karriere wurde mit der Goldmedaille bei den Olympischen Winterspielen 1968 gekrönt. Für die Nationalmannschaft erzielte er 13 Tore in 37 Länderspielen. 1968 wurde er in die „Russische Hockey Hall of Fame“ aufgenommen. Am 8. März 1971 bestritt er sein letztes Länderspiel.
Nach seiner aktiven Laufbahn wurde Moissejew Eishockeytrainer. Zunächst gehörte er dem Trainerstab des ZSKA Moskau an, danach arbeitete er für SKA Kuibyschew. Zwischen 1976 und 1984 war er Assistenztrainer bei ZSKA Moskau unter Konstantin Loktew und Wiktor Tichonow.
Ab 1984 betreute er den HK Dynamo Moskau als Cheftrainer und führte diesen Club viermal auf das Podium der sowjetischen Meisterschaft – drei Mal auf den zweiten und einmal auf den dritten Rang. 1989 verließ er Dynamo.
In der Saison 1994/95 arbeitete er als Cheftrainer des ZSK WWS Samara. Von 1995 bis 1999 sowie von 2001 bis 2005 betreute Moissejew den Ak Bars Kasan und gewann mit diesem 1998 den russischen Meistertitel.